# IC 2824
IC 2824 — галактика типу * (зірка) у сузір'ї Лев.
Цей об'єкт міститься в оригінальній редакції індексного каталогу.